# Osso trapezoide
O osso trapezoide (pré-AO 1990: trapezoide) (ou pequeno multiangular) é um osso do carpo em tetrápodes, incluindo os seres humanos. É o menor osso na fileira distal.
Seu nome deriva do grego trapezion, que significa "irregular e quadrilateral".

## Imagens Adicionais

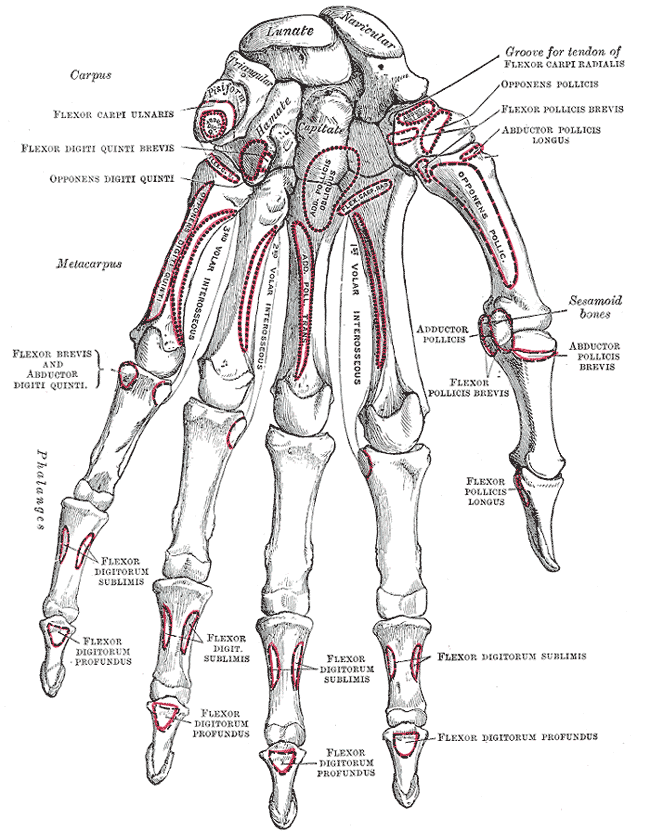
Ossos da mão direita. Superfície palmar.
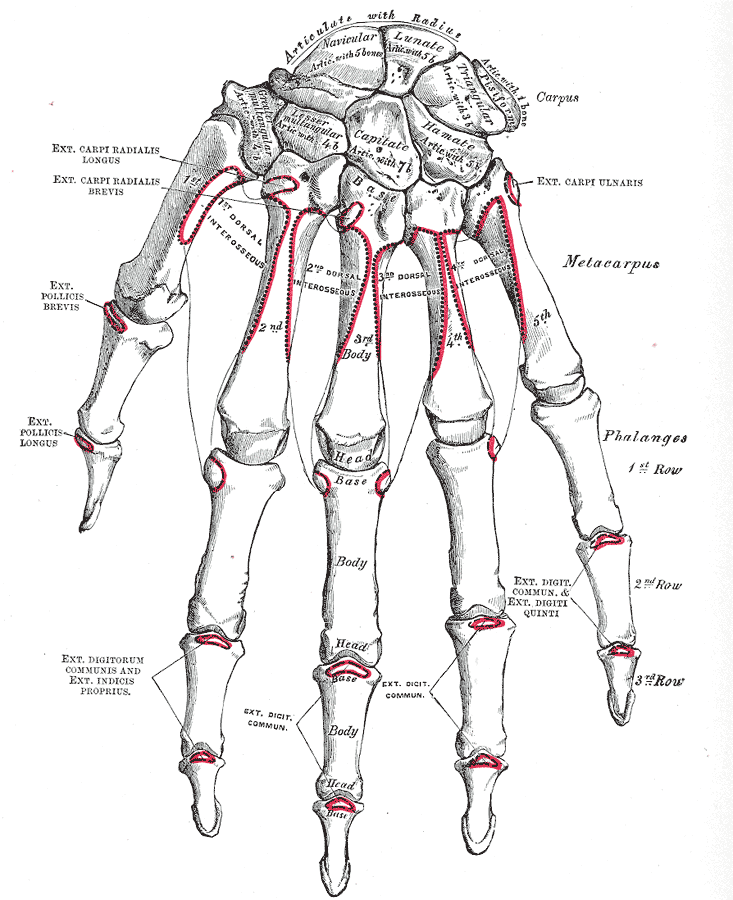
Ossos da mão esquerda. Superfície dorsal.